# Provincia de Sullana
La provincia de Sullana es una de las ocho que conforman el departamento de Piura en el norte del Perú. Limita por el norte con el departamento de Tumbes, por el este con Ecuador y la provincia de Ayabaca, por el sur con la provincia de Piura y por el oeste con las provincias de Paita y Talara.
Desde el punto de vista jerárquico de la Iglesia católica, forma parte de la arquidiócesis de Piura.

## Historia
La provincia fue creada mediante Ley n.º 1441, del 4 de noviembre de 1911, en el gobierno del presidente Augusto Leguía.

## Geografía y clima
Sullana se divide en dos climas: tropical y sabana tropical. Predominan los valles tropicales donde se siembra arroz, el plátano y cocotero a los costados del caudaloso río Chira y existen bosques-seco-tropicales ecuatoriales en los extremos de la provincia, donde predomina el sembrío de mango y limón. La provincia de Sullana dicen muchos, es la más cálida de la costa peruana con una temperatura promedio de 28 °C durante todo el año: temperaturas mínimas de 16 °C durante las noches del invierno y máximas de verano cercanas a los 40 °C, aunque se tiene una sensación térmica que muchas veces sobrepasa los 42 °C a la sombra. Los inviernos son secos sin lluvias y más templados aunque él sol siempre radiante, cae con dureza durante la tarde, los veranos son más húmedos con noches de lluvia. La mayor parte del año la temperatura raramente baja de los 30 °C durante el día.

### El valle y el río
El valle del Chira es uno de los más favorecidos por la naturaleza, con ricos y fértiles suelos, los recursos hídricos que tiene son determinantes para el desarrollo agrícola, el cual presenta un paisaje de excitante belleza, siendo motivo de inspiración de artistas y escritores y de toda persona sensible. Una gran ventaja que favorece al valle, es el clima prodigioso seco, cálido, tropical. El motor de Sullana es la agricultura proporcionada por el río Chira, que da origen a estas pródigas tierras para el cultivo. Pero aún no ha sido bien explotada, por lo cual el sector agro industrial se ha desarrollado medianamente siendo el ejemplo más relevante, el cultivo de caña de azúcar destinada para la producción de Etanol. Aunque en los últimos cinco años se ha producido una diversificación de cultivos en todo el valle con lo que se ha conseguido una mejora de la economía de la provincia.
Teniendo ventajas potenciales, sobre el 1.er productor de plátano: Ecuador, existiendo una producción de 7000 ha de plátano orgánico, cuya producción aumenta considerablemente cada año. Entre otros cultivos que se siembran en el valle hallamos el arroz; la siembra de algodón; de tamarindo, el cual tiene mucho potencial para la exportación; algarrobo; el mango ciruelo, que se cosecha todo el año, mango que abunda en el valle; el limón, que se cosecha todo el año. Asimismo, fréjol chileno, fréjol de Castilla, zarandaja, maíz, sorgo, camote, yuca, hortalizas, legumbres, palta, sandía, melón, guaba, guanábana y mamey. 
El río Chira es uno de los más caudalosos de la costa peruana y llega a desbordarse en épocas de lluvias. Este río es escenario de deportes acuáticos como esquí y canotaje. Existen variados reptiles como cocodrilos y también un escenario caprichoso de bosques seco-tropicales alrededor de este río.

## Población y capital
La provincia tiene una población estimada al año 2010 de trescientos mil habitantes. La capital de esta provincia es la ciudad de Sullana.

### Macrocefalia sullanense
La provincia de Sullana, excluyendo su capital, Sullana, suma cerca de 136 234 habitantes, cerca de 300 000 incluyendo la capital. Se da una marcada macrocefalia, ya que más del 62 % de la población total de la provincia reside en la ciudad de Sullana. La macrocefalia sullanense es el resultado de la escasez de poblaciones de una cierta entidad a excepción del valle del Chira con ciudades como Bellavista o Marcavelica, ambas con más de veinte mil habitantes. En la zona central de Sullana, es donde se concentra la mayor parte de la población por la ubicación de Sullana en esa parte de la provincia rodeada de poblaciones con cierta importancia con las que se alcanzan los doscientos treinta mil habitantes.

## División administrativa
La provincia tiene una extensión de 5423,61 km² y se divide en 8 distritos:
1. Sullana
2. Bellavista
3. Marcavelica
4. Salitral
5. Querecotillo
6. Lancones
7. Ignacio Escudero
8. Miguel Checa

## Demografía

### Gráfico de población (2010)
En el siguiente cuadro, la distribución de la población provincial en los ocho distritos que la conforman.